# Syam Ben Youssef
Syam Ben Youssef (Marsella, Francia, 31 de marzo de 1989) es un futbolista tunecino que juega como defensa y se encuentra sin equipo tras abandonar el S. M. Caen.

## Selección nacional
Ha sido internacional con la selección de fútbol de Túnez; donde hasta ahora, ha jugado 48 partidos internacionales y ha anotado dos goles por dicho seleccionado. Incluso participó también con su selección sub-21, donde jugó apenas 8 partidos.
En la Copa Mundial de Fútbol de 2018 disputada en Rusia jugó dos partidos como titular, siendo Túnez eliminada en la primera fase.

## Clubes
| Club                        | País       | Año       |
| --------------------------- | ---------- | --------- |
| S. C. Bastia                | Francia    | 2008-2009 |
| Espérance de Tunis          | Túnez      | 2009-2011 |
| Leyton Orient F. C.         | Inglaterra | 2012      |
| F. C. Astra Giurgiu         | Rumania    | 2012-2015 |
| S. M. Caen                  | Francia    | 2015-2017 |
| Kasımpaşa S. K.             | Turquía    | 2017-2020 |
| Denizlispor                 | Turquía    | 2020      |
| CFR Cluj                    | Rumania    | 2020-2021 |
| P. F. C. Beroe Stara Zagora | Bulgaria   | 2022      |
| U. S. Quevilly              | Francia    | 2022-2023 |
| S. M. Caen                  | Francia    | 2023-2024 |

## Palmarés

### Títulos nacionales
| Título               | Club     | País    | Año  |
| -------------------- | -------- | ------- | ---- |
| Supercopa de Rumania | CFR Cluj | Rumania | 2020 |
| Liga I               | CFR Cluj | Rumania | 2021 |